# Frederick Yates

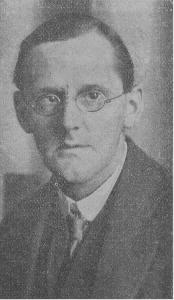
Yates rond 1925

Frederick Yates (Leeds, 16 januari 1884 – Londen, 10 november 1932) was een Britse schaker.
Yates is zes maal schaakkampioen van Groot-Brittannië geweest. In 1909 werd hij beroepsschaker. In 1929 was hij winnaar van het grote toernooi te Hastings. Hij speelde ook mee in de Schaakolympiade en wel in 1927, 1930 en 1931. Ferederick was tevens schaakjournalist en schreef in een kolom van de Yorkshire Post.
Hij heeft ons ook een variant in de schaakopening Dame-Indisch nagelaten, de Yatesvariant. De beginzetten zijn: 1.d4 Pf6 2.c4 e6 3.Pf3 b6 4.g3 Lb7 5.Lg2 Lb4 6.Ld2 a5 In deze variant zijn wereldwijd 600 partijen gespeeld, waarvan er 211 gewonnen werden door de witspeler, 150 partijen werden gewonnen door de zwartspeler en 239 partijen eindigden in remise.
- (en)   Informatie over schaakpartijen van Frederick Yates op ChessGames.com